# ヴォルスクラ川の戦い
ヴォルスクラ川の戦い （リトアニア語: Vorsklos mūšis ロシア語: Битва на Ворскле）は、1399年8月12日、エディゲとテムル・クトルク率いるジョチ・ウルス軍（タタール）と、ヴィータウタス率いるリトアニア大公国軍が衝突した戦闘。リトアニア軍は大敗北を喫し、ヴィータウタスは南方進出戦略の放棄とポーランドとの再合同を強いられた。一方で彼はタタール軍から偽装退却戦術を学び、10年後のタンネンベルクの戦いで活用した。

## 背景
1380年代後半、ジョチ・ウルスのハーンだったトクタミシュと、そのかつての主君ティムールとの間で対立が深まった。1395年、トクタミシュ・ティムール戦争に敗れたトクタミシュは、ティムールの援助を受けたテムル・クトルクとアミールのエディゲらによってハーン位を追われた。トクタミシュはリトアニア大公国に逃げ、ヴィータウタスに援助を求め、見返りとしてルーシ諸国に対する宗主権をリトアニアに譲ることを約束した。この申し出は、ルーシ方面への拡大を望むヴィータウタスの思惑と合致していた。現存しているジャルリグによれば、トクタミシュは1393年にもポーランド・リトアニアに援助を求めたことがあった。

## ヴィータウタスの遠征
ヴィータウタスは、リトアニア人、ルーシ人、ポーランド人、モルダヴィア人、ワラキア人からなる大軍勢を召集した。さらにドイツ騎士団の援助も取り付けるため、ヴィータウタスはサリナス条約を結び、騎士団がジェマイティヤを領有するのを認めた。一方で、ヴィータウタスの義理の息子にあたるモスクワ大公ヴァシーリー1世は対ジョチ・ウルス包囲網に参加しなかった。当時、モスクワは公式にはジョチ・ウルスに従属していた。連合軍は1397年、1398年、1399年の3度にわたりジョチ・ウルスの領域に侵攻した。最初の遠征は黒海のクリミア半島にまで達した。ヴィータウタスはさしたる抵抗も受けず、数千人の捕虜を獲得した。そのうち半数はトラカイ付近に居を定め、自身の信仰を守る特権を与えられた。彼らの子孫は、リプカ・タタール人もしくはクリミア・カライム人として現在に至るまでコミュニティを維持している。
1398年、ヴィータウタスの軍はドニエプル川を発ってクリミア半島の北を進撃し、ドン川まで至った。ヴィータウタスはドニエプル川河口に砦を築き、この地域における影響力を固めた。ここまでの2回の大成功に気を良くしたヴィータウタスは「タタール十字軍」を宣言し、1399年5月に教皇ボニファティウス9世から祝福を受けた。これは、自身が百年に及ぶ十字軍を受け続け、わずか12年前の1387年にキリスト教化を受け入れたばかりのリトアニアにとっては政治的に極めて重要な業績となった。遠征軍はキエフを出発し、ドニエプル川沿いに進軍した。そして8月5日、ポルタヴァのすぐ北に位置するヴォルスクラ川でタタール軍に遭遇した。この3世紀後の1709年、ほぼ同じ戦場でポルタヴァの戦いが行われている。

## 戦闘
両軍が相まみえた時、テムル・クトルクは双方が陣営を整えるためとして3日間の停戦を提案した。これは別動隊のエディゲ軍のために時間を稼ぐ罠だった。ヴィータウタスは、ウォーワゴンで防壁を築いてタタール騎兵の突撃を阻止し、銃砲で殲滅するという作戦を立てていた。リトアニア軍の装備は充実していたが、数ではタタール軍の半数に満たなかったためである。しかしテムル・クトルクが偽装退却を仕掛けると、リトアニア軍はウォーワゴンの列を離れてタタール軍を追撃してしまった。彼らが十分にウォーワゴン陣地から離れた時、エディゲ軍がリトアニア軍の後方に現れ、これを包囲した。トクタミシュは敗北を悟った時点で早々に自分の兵を率いて戦場を離脱した。タタール軍は自前の大砲でリトアニア騎兵を壊滅させるとともに、リトアニア軍のウォーワゴンを占拠した。

## その後
ヴィータウタスは辛うじて逃げおおせたものの、従弟のドミトリユスやアンドリュス、モルダヴィア公ステファン1世とその兄弟など、多くの親族や同盟者が戦死した。ヴィータウタスの元で戦った50人ほどの公のうち、約20人が戦死したと考えられている。タタール軍はキエフを包囲したが、身代金を受けとって撤退した。タタール軍はトクタミシュを追ってルーツィクまで進撃し、略奪した。トクタミシュは7、8年間逃げ回った末に、1407年もしくは1408年に西シベリアで暗殺された。
ヴォルスクラ川での敗北により、ヴィータウタスは南ルーシへの勢力拡大を阻まれた。またタタールにモルダヴィアへ至る平原地帯を再征服され、黒海への出口を失った。ジョチ・ウルスがこの時奪回した領土は、42年後にクリミア・ハン国が独立したことで失われた。戦後、スモレンスク公ユーリー・スヴャトスラヴィチがリトアニアから離反し、5年間独立を維持した。またノヴゴロドやプスコフもリトアニアから離反し、ヴィータウタスはモスクワ大公国との戦争に突入することになった。
ヴィータウタスはクレヴォ合同破棄を目論んでいたが、ヴォルスクラ川での敗北により方針を転換し、結局ポーランド王ヨガイラと再同盟した。ポーランド・リトアニア合同は1401年のヴィリニュス・ラドム合同で再確認された。またヴィータウタスは、南への拡大をとりやめ、その視点を東方（モスクワ大公国）や北方（ドイツ騎士団）に移した。彼はヴォルスクラ川での敗北を通じて偽装退却戦術を学び、1410年のタンネンベルクの戦いに用いて見事にドイツ騎士団を打ち破った。